# Bergsbyn
För Bergsbyn i Jämtland, se Berg, Bergs kommun.
Bergsbyn är en tidigare tätort i Skellefteå kommun, åtta kilometer öster om centrala Skellefteå. Tätorten ligger norr om Skellefteälven; söder om älven ligger Södra Bergsbyn. 2015 växte området samman med tätorten Skellefteå.

## Befolkningsutveckling
| Befolkningsutvecklingen i Bergsbyn 1960–2010 | Befolkningsutvecklingen i Bergsbyn 1960–2010 | Befolkningsutvecklingen i Bergsbyn 1960–2010 | Befolkningsutvecklingen i Bergsbyn 1960–2010 | Befolkningsutvecklingen i Bergsbyn 1960–2010 |
| -------------------------------------------- | -------------------------------------------- | -------------------------------------------- | -------------------------------------------- | -------------------------------------------- |
|                                              |                                              |                                              |                                              |                                              |
| År                                           |                                              |                                              | Folkmängd                                    | Areal (ha)                                   |
| 1960                                         | 1960                                         |                                              | 773                                          |                                              |
| 1965                                         | 1965                                         |                                              | 996                                          |                                              |
| 1970                                         | 1970                                         |                                              | 1 113                                        |                                              |
| 1975                                         | 1975                                         |                                              | 1 095                                        |                                              |
| 1980                                         | 1980                                         |                                              | 1 524                                        |                                              |
| 1990                                         | 1990                                         |                                              | 1 986                                        | 217                                          |
| 1995                                         | 1995                                         |                                              | 2 370                                        | 219                                          |
| 2000                                         | 2000                                         |                                              | 2 256                                        | 217                                          |
| 2005                                         | 2005                                         |                                              | 1 818                                        | 139                                          |
| 2010                                         | 2010                                         |                                              | 1 780                                        | 138                                          |
| Anm.: sammanvuxen med Skellefteå 2015        |                                              |                                              |                                              |                                              |

## Samhället
Huvuddelen av invånarna bor i de större villaområden som utgör största delen av byn.

## Infrastruktur
Genom Bergsbyn går länsväg 372 mot Skelleftehamn. Bergsbydammen gör det möjligt att komma över älven. Skelleftebanan går också genom orten med en linjeplats i Gunsen. Dit flyttade godshanteringen från Skellefteå station 1996.

## Evenemang
Varje år har Bergsbyfestivalen hållits, som bara är öppen för de som bor eller någon gång har bott i Bergsbyn. 

## Idrott
I Bergsbyn finns idrottsklubben Bergsbyns SK, med fotbolls- och ishockeylag grundad 1985.
I Bergsbyn finns även Skellefteå Discgolf där man bland annat spelat Scandinavian Open i Discgolf.

## Personer från orten
Kända personer i Bergsbyn är bland annat Jesper Lundmark och Tomas Ekström, båda duktiga inom Discgolf med SM-, EM- och VM-medaljer på meritlistan. Även inom andra idrotter har duktiga utövare fostrats i Bergsbyn som exempelvis Dan Burlin (Fotboll) och Adam Pettersson (Hockey).